# Гаральд Ріїпалу
Гаральд Ріїпалу (при народженні Гаральд Рейбах) (ест. Harald Riipalu, * 13 лютого 1912, м. Санкт-Петербург, Росія — † 4 квітня 1961, м. Хекмондвайк, Велика Британія) — естонський військовий діяч, командир 45-го полку 20-ї гренадерської дивізії СС (1-ї Естонської).

## Життєпис
Гаральд Ріїпалу народився 13 лютого 1912 у місті Санкт-Петербург. Після початку Першої світової війни його сім'я переїхала до Естонії. У нього було четверо сестер, одна з яких померла у віці чотирьох років.

### Навчання
У 1920, після війни за незалежність розпочав навчання у місцевій сільській школі. З 1926 по 1932 навчався у гімназії в Тарту, де був одним із найкращих учнів. З 1932 по 1933 навчався на юридичному факультеті Тартуського університету. 22 грудня 1935 Гаральд Ріїпалу одружився з Олві Хаїн.

### Військова кар'єра
З 1933 по 1935 навчався у Військовій академії Естонії. Служив у Нарві, а в січні 1940 отримав посаду молодшого викладача в Тартуському територіальному полку Кайтселійта.
Після радянської окупації в 1940 Ріїпалу був мобілізований до 22-го корпусу Червоної армії, у якому служив до початку війни з Німеччиною 22 червня 1941. Від початку війни до березня 1942 перебував у німецькому полоні.
Служив у 36-му охоронному батальйоні з 1942 по 1943. Був командиром взводу, роти, а в листопаді 1942 очолив батальйон. З 1943 по 1945 перебував у 3-й бригаді Ваффен-СС і в 20-й гренадерській дивізії СС (1-й естонській). У дивізії він був командиром 45-го полку.
23 серпня 1944 Гаральд Ріїпалу був нагороджений Лицарським хрестом Залізного хреста за героїзм, проявлений у Битві за лінію «Танненберг» та Битві біля Аувере, де його полк відбив наступ Червоної армії і завадив оточенню Армійської групи «Нарва». Нагороду йому вручив командир 3-го танкового корпусу СС Фелікс Штайнер.

## Після війни
Після закінчення війни багато солдатів 20-ї гренадерської дивізії СС (1-ї естонської) потрапили в радянський полон, але Гаральду Ріїпалу вдалося емігрувати на Захід. З 1945 по 1948 проживав у Данії, а згодом переїхав до Великої Британії.
Страждав серцевою недостатністю і помер 4 квітня 1961 у віці 49 років.